# Eparchie kazaňská
Eparchie kazaňská je eparchie ruské pravoslavné církve nacházející se v Rusku.

## Území a titul biskupa
Zahrnuje správní hranice území města Kazaň a Naberežnyje Čelny, také Apastovského, Arského, Atninského, Baltasinského, Buinského, Verchněuslonského, Vysokogorského, Drožžanovského, Zelenodolského, Kajbického, Kamsko-Ustinského, Kukmorského, Laiševského, Mamadyšského, Pestrečinského, Rybno-Slobodského, Sabinského, Těťušského a Ťuljačinského rajónu republiky Tatarstán.
Eparchiálnímu biskupovi náleží titul biskup kazaňský a tatarstánský.

## Historie
Eparchie kazaňská byla zřízena 3. dubna 1555, tři roky po dobytí Kazaňského chanátu. Prvním biskupem se stal igumen Trojického seližarovského monastýru Gurij (Rugotin), který odešel do Kazaně s archimandritou Varsonofijem a Germanem.
Jednou z nejdůležitějších událostí v životě kazaňské eparchie bylo získání Kazaňské ikony Matky Boží roku 1579.
Během roku 1741 se misionářům podařilo pokřtít 9159 lidí v celé gubernii, mezi nimi bylo 143 Tatarů a Baškirů.
Na začátku 19. století byla otevřena kazaňská pobočka Biblické společnosti,  která překládala Písmo svaté do místních jazyků. V roce 1814 byl do tatarštiny přeložen Nový zákon a v roce 1819 první ze starozákonních knih (Kniha Genesis).
Dne 11. června 1993 byla rozhodnutím Svatého synodu zřízena z části území kazaňské eparchie nová eparchie joškar-olinská.
Dne 6. června 2012 byly z kazaňské eparchie odděleny samostatné eparchie Almeťjevsk a Čistopol. Tyto eparchie byly s kazaňskou eparchií včleněny do nově vzniklé tatarstánské metropole.

## Seznam biskupů
- 1555–1563 Gurij (Rugotin), svatořečený
- 1564–1567 German (Sadyrev-Polev), svatořečený
- 1568–1574 Lavrentij I.
- 1575–1575 Vassian
- 1575–1576 Tichon (Chvorostinin)
- 1576–1581 Ieremija
- 1581–1583 Kosma
- 1583–1589 Tichon II.
- 1589–1606 Germogen, svatořečený mučedník
- 1606–1613 Efrem (Chvostov)
- 1615–1646 Matfej
- 1646–1649 Simeon
- 1650–1656 Kornilij
- 1657–1672 Lavrentij
- 1673–1674 Kornilij II.
- 1674–1686 Ioasaf
- 1686–1690 Adrian
- 1690–1698 Markell
- 1699–1724 Tichon (Voinov)
- 1725–1731 Silvestr (Cholmskij)
- 1732–1735 Ilarion (Rogalevskij)
- 1735–1738 Gavriil (Russkoj)
- 1738–1755 Luka (Konaševič)
- 1755–1762 Gavriil (Kremeněckij)
- 1762–1782 Veniamin (Pucek-Grigorovič)
- 1782–1785 Antonij (Zybelin)
- 1785–1799 Amvrosij (Podobedov)
- 1799–1803 Serapion (Alexandrovskij)
- 1803–1815 Pavel (Zernov)
- 1816–1826 Amvrosij (Protasov)
- 1826–1828 Iona (Pavinskij)
- 1828–1836 Filaret (Amfitěatrov), svatořečený
- 1836–1848 Vladimir (Užinskij)
- 1848–1856 Grigorij (Postnikov)
- 1856–1866 Afanasij (Sokolov)
- 1866–1879 Antonij (Amfitěatrov)
- 1880–1882 Sergij (Ljapiděvskij)
- 1882–1887 Palladij (Rajev)
- 1887–1892 Pavel (Lebeděv)
- 1892–1897 Vladimir (Petrov)
- 1897–1903 Arsenij (Brjancev)
- 1903–1905 Dimitrij (Kovalnickij)
- 1905–1908 Dimitrij (Sambikin)
- 1908–1910 Nikanor (Kamenskij)
- 1910–1920 Iakov (Pjatnickij)
- 1918–1921 Anatolij (Grisjuk), dočasný administrátor, svatořečený mučedník
- 1920–1930 Kirill (Smirnov), svatořečený mučedník
- 1921–1923 Ioasaf (Udalov), dočasný administrátor, svatořečený mučedník
- 1925–1925 Mitrofan (Polikarpov), dočasný administrátor
- 1930–1930 Ioann (Širokov), dočasný administrátor
- 1930–1933 Afanasij (Malinin)
- 1933–1933 Irinej (Šulmin), dočasný administrátor
- 1933–1936 Serafim (Alexandrov)
- 1936–1937 Venedikt (Plotnikov)
- 1937–1938 Nikon (Purlevskij)
  - 1938-1942 eparchie neobsazena
- 1942–1944 Andrej (Komarov)
- 1944–1946 Ilarij (Ilin), dočasný administrátor
- 1946–1949 Germogen (Kožin)
- 1949–1950 Iustin (Malcev)
- 1950–1952 Sergij (Koroljov)
- 1953–1960 Iov (Kresovič)
- 1960–1967 Michail (Voskresenskij)
- 1967–1967 Sergij (Golubcov), nepřevzal eparchii
- 1967–1975 Michail (Voskresenskij), podruhé
- 1975–1975 Melchisedek (Lebeděv), dočasný administrátor
- 1975–1988 Panteleimon (Mitrjukovskij)
- 1988–2015 Anastasij (Metkin)
- 2015–2020 Feofan (Ašurkov)
- 2020–2020 Ioann (Timofejev), dočasný administrátor
- od 2020 Kirill (Nakoněčnyj)